# Тереза де Суньига и Манрике де Кастро
Тереза де Суньига и Манрике де Лара, Тереза де Суньига Гусман-и-Манрике , Тереза де Суньига и Манрике де Кастро или Мария Тереза де Суньига и Манрике де Кастро (исп. Teresa de Zúñiga y Manrique de Lara; около 1502 года, Севилья — 25 ноября 1565, Севилья) — испанская аристократка из дома Суньига, 3-я герцогиня Бехар (грандесса Испании), 3-я герцогиня Пласенсия (грандесса Испании), 2-я маркиза Хибралеон, 2-я маркиза Аямонте и 4-я графиня Баньярес. Все эти титулы и поместья она унаследовала в 1531 году после смерти своего дяди, Альваро де Суньига-и-Перес де Гусмана, 2-го герцога Бехара, 2-го герцога Пласенсия, 1-го маркиза Хибралеона и 3-го графа Баньярес. В 1533 году Тереза также стала наследницей своей двоюродной бабушки герцогини Марии де Суньига-и-Пиментель, сеньоры Бургильос, вдовы своего дяди Альваро II де Суньиги.

## Происхождение
Елдинственная дочь Франсиско де Суньига-и-Переса де Гусмана (ок. 1460—1525), 2-го графа (1484—1525) и 1-го маркиза Аямонте (1521—1525), и его жены Леонор Манрике де Лара-и-Кастро, дочери Педро Манрике де Лара-и-Сандоваля, 1-го герцога Нахера, и его жены Гиомар де Кастро. Тереза вышла замуж в 1518 году за своего двоюродного брата Алонсо Франсиско де Суньигу-и-Сотомайора, 5-го графа Белалькасара, 5-го виконта Пуэбла-де-Алькосер и 5-го сеньора пяти городов Пуэбла и Эррера (ок. 1498—1544), сына Алонсо де Сотомайор-и-Энрикес, 4-го графа Белалькасара, 4-го виконта Пуэбла-де-Алькосер и 4-го сеньора пяти городов Пуэбла и Эррера, и его жена Изабель Фелиппы де Португаль. Король Карлос I пишет 1-м маркизам Аямонте положения о браке и брачных договорах их дочери Терезы с Алонсо Франсиско. Брачные соглашения были заключены с согласия королевы Кастилии Хуаны I и её сына Карлоса 21 октября 1518 года. Тереза и Алонсо Франсиско стали родоначальниками второй линии герцогского дома Бехар-Пласенсия. У них было девять детей. Его третий сын Франсиско унаследовал матери и был 4-м герцогом Бехаром, 4-м герцогом Пласенсия, 5-м маркизом Хибралеон, 6-м графом Баньяресом, 4-м графом Белалькасаром, 4-м виконтом Пуэбла-де-Алькосер и 4-м сеньором пяти городов Пуэбла и Эррера, высший судья и наследственный главный судебный пристав Кастилии, первый рыцарь королевства, гранд Испании.

## Наследство
После смерти своего отца Франсиско, 1-го маркиза Аямонте, которая произошла 26 марта 1525 года, Тереза де Суньига унаследовала его титул и предоставил вместе со своей матерью Леонор акт о разделе оставшихся активов. Его мать умерла 25 марта 1536 года. Мария де Суньига-и-Пиментель, сеньора Бургильоса, жена Альваро II де Суньига-и-Гусмана, 2-го герцога Бехара и Пласенсии, имена в её завещании дарованы 7 октября 1527 года. его племяннице Терезе де Суньига и её мужу Алонсо Франсиско де Суньига-и-Сотомайор, 5-му графу Белалькасар. По акту дарения, выданному 17 октября 1531 года Марией де Суньига, вдовой Альваро II де Суньига-и-Гусмана, 2-го герцога Бехара и Пласенсии, города Бургильос, Капилья, Бадахос, Траспинедо, Вальядолид и Канильяс-де-Абахо перешли в собственность её племянницы Терезы и её мужа Алонсо Франсиско.
После смерти Альваро II де Суньиги-и-Гусмана, 2-го герцога Бехара и Пласенсии, и его вдовы Марии де Суньиги, 2-й герцогини Бехара и Пласенсии, Тереза и Алонсо Франсиско умоляли 11 ноября 1531 года короля Карлоса I, чтобы он подтвердил акты согласия и пожертвования, которые они сделали в отношении городов Бехар и других, чтобы избежать судебных исков. Герцогине Терезе пришлось вести судебные процессы с 1532 по 1547 год с Педро де Суньига-и-Орантес (1-й маркиз Агилафуэнте), узаконенным внебрачным сыном её дяди Альваро, 2-го герцога Бехара и Пласенсии. Короли Карлос I Кастильский и Хуана I Кастильская по привилегии одобряют соглашение в судебном процессе о наследстве II герцога Бехара и Пласенсии, за которым последовал Совет Кастилии. Герцогине Терезе также пришлось спорить с Диего Лопесом де Суньига-и-Фонсека, аббатом Санта-Мария-ла-Реаль-де-Паррасес в Сеговии, внебрачным и позднее узаконенным сыном её отца, Франсиско де Суньига-и-Гусман, 1-го маркиза Аямонте, о принадлежности герцогства Бехар, маркизата Хибралеон, графства Баньярес и других городов и вилл в майорате Бехар. Соглашение о согласии и компромиссе, датированное в Вальядолиде 4 апреля 1547 года, положило конец тяжбе. Оригинал документа, написанный на пергаменте и состоящий из 36 страниц формата 250×240 мм, хранится как документальная жемчужина в Национальном историческом архиве.
После смерти мужа Алонсо Франсиско, 5-го графа Белалькасара, произошедшей 4 ноября 1544 года, Терезаа столкнулась с огромными долгами и обязательствами, взятыми им на себя.

## Брачные договоры её сыновей и дочери
- Брачные соглашения, приданое и задаток её сына Франсиско де Суньига-и-Сотомайор и Гиомара де Мендоса-и-Арагон, дочери Иньиго Лопеса де Мендосы , 4-го герцога Инфантадо, и Изабель де Арагон, предоставлены 15 сентября 1544 года
- Брачные соглашения, приданое и депозиты её сына Алонсо де Суньига-и-Сотомайор, 4-го маркиза Хибралеона, и Франсиски Фернандес де Кордова, 2-й герцогини Баэны, дочери Луиса Фернандеса де Кордова-и-Суньига, 4-го графа Кабры, и Эльвиры Фернандес де Кордова, 2-й герцогиня Сесса, пожалована 13 июля 1542 года.
- Брачные соглашения, приданое и задаток её дочери Леонор Манрике де Суньига-и-Сотомайор и Хуана Клароса де Гусмана, 9-го графа Ньеблы, старшего сына Хуана Алонсо де Гусмана, 6-го герцога Медина-Сидония, и Анны де Арагон, предоставленные между 1541 и 1542 годами.
- Брачные соглашения, заключенные 18 марта 1553 года между герцогиней Терезой и её сводным братом Диего Лопесом де Суньига, сеньором Уэламо и Вилории, о браке их детей Педро, сеньора Мурес, с Инес.
- Её сын, Альваро Манрике де Суньига, 1-й маркиз Вильяманрике, женился на Бланке Энрикес де Альманса-и-Веласко, дочери Диего Лопеса де Суньиги-и-Веласко, вице-короля Перу.

## Иски о сеньорских правах
Герцогине Терезе пришлось вести многочисленные гражданские иски перед Королевской канцелярией Вальядолида, инициированные советами, судьями и полками городов её поместий, как представителями воли жителей указанных городов против власти сеньориального права, а также для того, чтобы ослабить его. Приведенными причинами были, среди прочего: • Вмешательство в выборы и назначение на определённые государственные должности в городах • Гражданская и уголовная юрисдикция • Обременения • Получение новых прав • Обязанность принимать гостей. перед Королевской канцелярией Вальядолида между 1555 и 1565 годами «за различные наложения против воли города, такие как сбор новых прав, обязательство по жилью». По решению герцогини Терезы она приказывает губернатору города Бехар, судье по месту жительства, обычным алькальдам и судебным приставам прекратить оскорблять жителей Бехара в определённых случаях юрисдикции. Король Карлос I исполнительным письмом от 30 октября 1554 года подтверждает приговор по судебному иску, поданному в Королевскую канцелярию Вальядолида в пользу хороших людей города Бехар, Саламанка, чтобы иметь возможность выбирать должности алькальдов и регидоров города, который до этого принадлежал только владельцу сеньории. Король Филипп II исполнительным письмом от 20 июня 1558 года подтверждает приговор, вынесенный судом Вальядолида в пользу герцогини Терезы по поводу лишения герцогиней права владения клерком города Бехар.

## Привилегии сеньора
В архивах Испании имеются многочисленные дела о свидетельствах о вступлении во владение их поместьями (городами, крепостями и т. д.) от имени герцогини Терезы и о дани, например, о деле Бехара 18 октября 1531 года. Назначения алькальдов, регидоров и чиновников по просьбе герцогини Терезы в её городах, таких как Граньон, Ла-Риоха, 24 ноября 1556 года, просьба герцогини Терезы к членам отправления правосудия, к членам совета и другим людям, занимавшим должности в городе Бехар и его землях, с 1560 по 1562 год. Герцогиня Тереза приказала Гомесу Черино и Карлосу Негрону посетить городской совет Бехара 23 августа 1562 года, чтобы принять к сведению определённые обещанные суммы (постоянный доход), которые Мария де Суньига, 2-я герцогиня Бехар, оставила в своем завещании городу, чтобы их можно было выделить на фонд госпиталя и приюта для бедных сирот.

## Завещание
Герцогиня Тереза составила завещание 10 февраля 1565 года и дополнение к нему от 25 ноября 1565 года. В своем завещании она приказала своим детям и преемникам соблюдать положения о поместьях дома Бехар:
- Майорат Бехар, основанный Диего Лопесом де Суньигой, 1-м сеньором Бехара. Майорат унаследован старшим сыном, и они будут герцогами Бехара и будут носить имя Диего Лопес де Суньига.
- Майорат Аямонте, основанный Терезой де Гусман, сеньорой Аямонте. Майорат унаследует второй сын и будет носить фамилию Гусман.
- Майорат Хинес, основанный Леонор Манрике де Кастро, матерью герцогини Терезы. Майорат унаследует третий сын и будет носить фамилию Манрике.

Тереза, 3-я герцогиня Бехар и Пласенсия, и её супруг Алонсо Франсиско, были похоронены в Главной капелле храма в монастыре — Colegio Regina Angelorum, Орден Санто-Доминго, в приходе Сан-Педро-де-Севилья.

## Потомство
- Мануэль де Суньига-и-Сотомайор, 3-й маркиз Хибралеон при жизни своей матери, умер при жизни своих родителей, неженатым и бездетным.
- Алонсо де Суньига-и-Сотомайор (1521—1559), 4-й маркиз Хибралеон по наследству от своего брата, 6-й граф де Белалькасар, 6-й виконт Пуэбла-де-Алькосер и 7-й сеньор пяти городов Пуэбла и Эррера по наследству от своего отца, умер при жизни своего мать, замужем за Франсиской Фернандес де Кордова и Фернандес де Кордова, 4-й герцогиней Сесса и 2-й герцогиней Баэна, 6-й графиней Кабра,
- Франсиско де Суньига-и-Сотомайор (1523—1591), 4-й герцог Бехар, быд женат на Гиомаре де Мендоса-и-Арагон, затем на Брианде Сармьенто де ла Серда.
- Антонио де Суньига Гусман-и-Сотомайор (1524—1583), 3-й маркиз Аямонте, женат на Ане Фернандес де Кордова (и Фернандес де Кордова) или Ане Пачеко де Кордова-и-ла-Серда
- Манрике де Суньига
- Альваро Манрике де Суньига-и-Гусман (1540—1604), 1-й маркиз Вильяманрике, женился на Бланке де Веласко и Энрикесе де Альманса.
- Педро де Суньига, женат на Леонор де Рекальде, сеньоре Рекальде
- Диего Лопес де Суньига
- Леонор Манрике де Суньига-и-Сотомайор, вышла замуж за Хуана Клароса де Гусмана, 7-го графа Ньебла (1519—1556).